# Ctenacanthidae
Famille
Genres de rang inférieur
- † Cladodoides
- † Ctenacanthus
- † Glikmanius
- † Wodnika

Les Ctenacanthidae sont une famille éteinte de requins préhistoriques de l'ordre des Ctenacanthiformes. Les espèces des différents genres se retrouvent dans des terrains allant du Dévonien au Trias, avec une répartition mondiale.